# Omphale microstoma
Omphale microstoma är en stekelart som först beskrevs av Graham 1963.  Omphale microstoma ingår i släktet Omphale och familjen finglanssteklar. Arten är reproducerande i Sverige. Inga underarter finns listade i Catalogue of Life.